# Virginia Slims Clay Court Championships 1971
Virginia Slims Clay Court Championships, також відомий під назвою Virginia Slims of Chicago,  — жіночий тенісний турнір, що проходив на відкритих кортах з ґрунтовим покриттям Lake Bluff Bath & Tennis Club у Чикаго (США). Належав до WT Pro Tour 1971. Турнір відбувся вперше і тривав з 19 серпня до 22 серпня 1971 року. Третя сіяна Франсуаза Дюрр здобула титул в одиночному розряді й заробила 4,1 тис. доларів.

## Фінальна частина

### Одиночний розряд
Франсуаза Дюрр —  Біллі Джин Кінг 6–4, 6–2

### Парний розряд
Джуді Далтон /  Франсуаза Дюрр —  Розмарі Касалс /  Біллі Джин Кінг 6–4, 7–6

## Розподіл призових грошей
| Дисципліна       | П      | F      | 3-тє   | 4-те   | ЧФ   | 1/8  |
| Одиночний розряд | $4,100 | $2,700 | $1,800 | $1,500 | $800 | $400 |